# プィタロヴォ
座標: 北緯57度04分 東経27度54分 / 北緯57.067度 東経27.900度

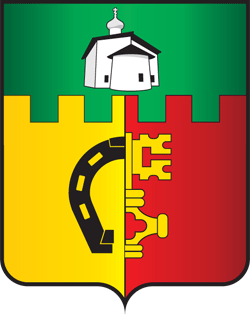
紋章

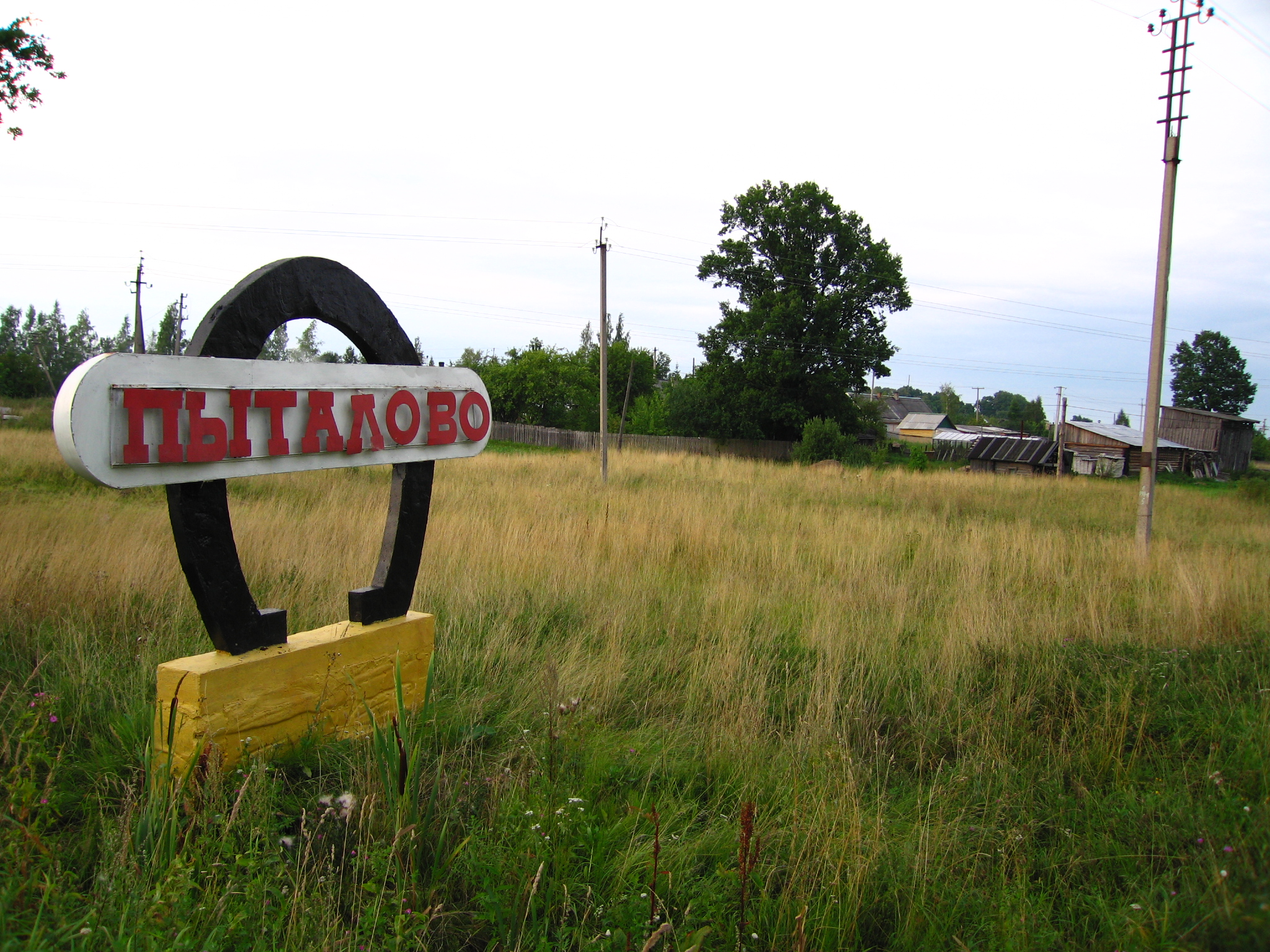

プィタロヴォ（ロシア語: Пыта́лово, Pytalovo）、ラトビア語でアブレネ（Abrene）は、ロシアのプスコフ州西部にある町。人口は5,263人（2021年）。州都プスコフから南へ100km、ラトビアとの国境近くにある。プィタロヴォには20世紀初頭に建てられたモダニズム様式の鉄道駅、1931年に建てられた木造の聖堂などがある。

## 歴史
この地は現在のラトビア東部にあたるラトガリアと、ロシア人のノヴゴロド公国・プスコフ公国の勢力圏が入り混じる場所にあった。プィタロヴォは1782年に記録に初出した時はわずか13戸の村であった。1878年には人口57人で、当時はプスコフ県のオストロフ郡に属していた。この後、サンクトペテルブルクとワルシャワを結ぶ鉄道が建設されたが、レーゼクネとオストロフの間は駅のない区間が長く、プィタロヴォに簡単な駅が置かれることになり1881年には正式な駅となった。その駅ができたことで大きくなる。
1920年のラトビア・ソビエト講和条約（リガ条約）で、プィタロヴォを含むオストロフ郡の一部はラトビア領となり、これ以来プィタロヴォの町はラトビア語でヤウンラトガレ（Jaunlatgale、新しいラトガリア）と改められ、1938年にはアブレネに改名された。この時期アブレネはラトビア東部のラトガレ地方の一地方都市であった。
第二次世界大戦後、ソビエト連邦政府はアブレネおよびアブレネ地区東部をラトビア・ソビエト社会主義共和国からロシア・ソビエト連邦社会主義共和国プスコフ州に帰属を変えさせた。多くのラトビア人はこの地を離れ、地名もプィタロヴォに改められた。この帰属変更は、1991年にラトビアが独立した後、ロシアとの間で領土争いのもととなったが、ロシア領のままとなっている。最終的にはラトビア側がこの主張を取り下げ、2007年3月27日に両国間で国境画定に関する条約が調印された。